# Transition in Chile
Die Transition in Chile (Transition, spanisch transición, „Übergang“) bezeichnet den Wandel des politischen Systems in Chile ab 1988, der die Rückkehr von der seit dem Putsch in Chile 1973 bestehenden Militärdiktatur unter einer von General Augusto Pinochet geführten Junta zurück zur Demokratie beinhaltet.
Wichtige Schritte waren das Referendum vom 5. Oktober 1988, das die Amtszeit Pinochets als Staatschef begrenzte, sodann die am 14. Dezember 1989 abgehaltenen Kongress- und Präsidentschaftswahlen, die mit dem Christdemokraten Patricio Aylwin einen demokratisch legitimierten Staatspräsidenten ins Amt brachten und die Rückkehr zur parlamentarischen Gesetzgebung ermöglichten, ferner die Einsetzung von Wahrheitskommissionen 1990 und 2001, um die zwischen 1973 und 1990 vom Militärregime begangenen Menschenrechtsverletzungen aufzuklären, sowie die am 26. August 2005 verabschiedete Reform der Verfassung Chiles, mit der die bis dahin fortbestehenden konstitutionellen Sonderrechte des Militärs weitgehend abgeschafft wurden. Eine bedeutende Zäsur stellte außerdem die Verhaftung Pinochets in Großbritannien 1998 dar, die der chilenischen Politik und Zivilgesellschaft freiere Hand für den weiteren demokratischen Umbau des politischen Systems verschaffte.
Ob die Transition in Chile mit der Verfassungsreform 2005 abgeschlossen war oder länger dauert und wie tiefgreifend der politische und gesellschaftliche Wandel tatsächlich ist, wird von Zeithistorikern und Bürgern Chiles unterschiedlich erlebt und beurteilt. Bei den in ganz Chile ausgebrochenen Protesten ab Oktober 2019 geriet die Forderung nach einer neuen Verfassung in den Fokus, die die während der Militärdiktatur in Kraft gesetzte Verfassung von 1980 endgültig ablösen soll.

## Referendum und Wahl

### Referendum
Auf dem Höhepunkt seiner Macht hatte der Diktator Augusto Pinochet 1980 eine Verfassung erlassen, die acht Jahre später ein Referendum über eine weitere Amtszeit für ihn vorsah. Am 5. Oktober 1988 stimmte dann eine Mehrheit von 55,99 Prozent gegen eine weitere Amtszeit Pinochets.

### Präsidentschaftswahl
Pinochet beugte sich dem Votum: Am 14. Dezember 1989 fand eine freie Präsidentschaftswahl statt. Bei einer Wahlbeteiligung von 90 % erhielt der Christdemokrat Patricio Aylwin vom Parteienbündnis Concertación, einem breiten Mitte-links-Bündnis aus Christdemokraten, Liberalen, Sozialdemokraten und Sozialisten, 55,2 % der Stimmen. Die Kandidaten der Rechten, Finanzminister Hernán Büchi und Francisco Javier Errázuriz, erhielten 29,4 % beziehungsweise 15,4 % der Stimmen.

### Amtsübergabe
Am 11. März 1990 trat Aylwin das Präsidentenamt an. Pinochet nutzte die Zwischenzeit, um das kapitalistische Wirtschaftsmodell zu sichern, Freunde und Unterstützer in einflussreiche Positionen zu hieven, und nicht zuletzt auch für seine Macht und sein persönliches Wohl in der Demokratie zu sorgen.

## Autoritäre Enklaven
Zum Zeitpunkt des Regierungswechsels sicherte die Verfassung durch zahlreiche Regelungen den Einfluss des alten Regimes auch während der Demokratie. Von Politikwissenschaftlern und auch dem ehemaligen Präsidenten Ricardo Lagos (2000–2006) werden diese undemokratischen Klauseln als autoritäre Enklaven bezeichnet.

### Militär
Das wichtigste Instrument zur Verhinderung tiefgreifender Reformen war das Militär.

#### Finanzielle Autonomie
Schon seit dem „Kupfergesetz“ (ley 13.196) von 1958 erhalten die chilenischen Streitkräfte direkte Einkünfte aus dem Kupferbergbau. Pinochet legte fest, dass 10 % der Exporterlöse des staatlichen Kupferkonzerns CODELCO (in US-Dollar) für Investitionen des Militärs bereitstehen. Außerdem wurde für den Verteidigungshaushalt eine Mindesthöhe auf Basis des (inflationsbereinigten) Budgets von 1989 festgeschrieben. Bei einem (befürchteten) ökonomischen Niedergang wären die Militärs relativ immer mächtiger geworden.

#### Autonomie über Personal und Doktrin
Die Amtszeit der Oberbefehlshaber der vier Streitkräftegattungen Heer (Ejército de Chile), Marine (Armada de Chile), Luftwaffe (Fuerza Aérea de Chile) und Nationale Polizei (Carabineros de Chile) wurde als Übergangslösung auf acht Jahre verdoppelt. In dieser Zeit konnte der Präsident die Generäle nur mit Zustimmung des „Nationalen Sicherheitsrates“ (COSENA) absetzen, der wiederum zur Hälfte aus Generälen bestand.
Nur zwölf Tage vor der Amtsübergabe an seinen Nachfolger Patricio Aylwin übertrug Pinochet den Oberbefehlshabern durch ein Militärgesetz (Ley Orgánica Constitucional de las Fuerzas Armadas Nummer 18.948) die Befugnis, weitgehend autonom über Beförderungen zu entscheiden, allerdings mit einer Art Vetorecht des Präsidenten.

#### Nationaler Sicherheitsrat
Der nationale Sicherheitsrat von Chile (Consejo de Seguridad Nacional de Chile, COSENA) entschied über wichtige Fragen, etwa die Entlassung von Generälen oder die Ausrufung des Ausnahmezustandes und war ein zentrales Organ Chiles.
Er setzte sich zusammen aus
- den vier Oberbefehlshabern der Streitkräftegattungen
- dem Präsidenten
- dem Senatspräsidenten
- dem Präsidenten des obersten Gerichtshofes
- dem „obersten Kontrolleur“ (seit der Verfassungsreform von 1989)

Er konnte von zwei Mitgliedern einberufen werden und entschied mit absoluter Mehrheit. Seit 1989 konnten die Militärs also immerhin keine Entscheidung gegen den Rest der Mitglieder fällen, aber jede Entscheidung (etwa ihre eigene Entlassung) blockieren.

#### Amnestie
Durch das Amnestiegesetz von 1978 (das bis heute in Kraft ist) wurden Menschenrechtsverletzungen zwischen 1973 und 1978 für die Justiz nicht mehr verfolgbar. Auf Druck der USA wurde lediglich der 1976 in Washington, D.C. begangene Mord am ehemaligen chilenischen Botschafter in den USA, Orlando Letelier, davon ausgenommen.

### Der Senat

#### Mitglieder
Artikel 45 der Verfassung legte fest, dass neben den gewählten Senatoren auch neun Senatoren ernannt werden (senadores designados). Dies sind
- vier ehemalige Oberbefehlshaber, ernannt von ihren jeweiligen Streitkräftegattungen
- zwei vom Präsidenten ernannte Mitglieder
  - ein ehemaliger Minister
  - ein ehemaliger Universitätsrektor
- drei vom Obersten Gerichtshof ernannte Mitglieder
  - zwei ehemalige oberste Richter
  - ein ehemaliger oberster Kontrolleur
- „alle Präsidenten mit mehr als sechs Jahren Amtszeit“ – also Pinochet höchstpersönlich.

Die Zahl der gewählten Senatoren wurde durch die Verfassungsreform von 1989 immerhin auf 38 erhöht, um das Gewicht der ernannten Senatoren zu mindern.

#### Funktion
Der Senat muss allen Verfassungsänderungen mit Zwei-Drittel-Mehrheit und allen Änderungen von „Leyes Orgánicas“ mit 60 %-Mehrheit zustimmen. Wegen der ernannten Senatoren und des binomialen Wahlsystems hatten Pinochet-nahe Kräfte immer eine Blockademehrheit. Erst 2005 gelang eine umfassende Verfassungsreform.

### Das Binomiale Wahlsystem
Chile ist mit wenigen Ausnahmen das einzige Land, in dem ein Binomiales Wahlsystem Verwendung findet. Von den zwei Abgeordneten jedes chilenischen Wahlkreises erhalten die beiden größten Parteien je einen Sitz – außer die führende Partei schafft es, mehr als doppelt so viele Stimmen zu erhalten wie die zweitplatzierte. In diesem Fall bekommt sie beide Sitze. De facto bedeutet dies eine (fast) sichere Hälfte im Parlament für die Rechten Parteien, die in der Regel zusätzlich auf die ernannten Senatoren bauen können.

### Hektische Ernennungen
In dem Jahr zwischen Plebiszit und Amtsübergabe ernannte Pinochet beinahe alle Bürgermeister (die in Chile nicht gewählt, sondern ernannt wurden) neu, so dass auch sie für vier Jahre die Rathäuser sicher hatten.
Die Richter des Verfassungsgerichts und des Obersten Gerichtshofes wurden mit Angeboten zur Frühpensionierung gelockt, damit ihre Nachfolger für volle acht Jahre im Amt bleiben konnten.

### Zentralbank
Die Zentralbank wurde 1989 in die Unabhängigkeit entlassen. Der Präsident der Zentralbank sollte fortan vom Militär bestimmt werden. Ziel war es, die stabilitätsorientierte, monetaristische Wirtschaftspolitik unabänderbar festzuschreiben.

## Persönliche Sicherheiten
Zahlreiche Verfassungsartikel, Gesetze und Übergangsregelungen dienen einzig und allein dem persönlichen Machterhalt Pinochets. Durch das Amnestiegesetz, seinen Senatssitz auf Lebenszeit und die achtjährige Amtszeit als Oberkommandierender der chilenischen Streitkräfte versuchte sich Pinochet juristisch und machtpolitisch unangreifbar zu machen, was ihm weitestgehend gelungen ist. Wie erst nach 2000 herausgekommen ist, besaß der Diktator aber auch mehrere falsche ausländische Pässe sowie Konten in der Schweiz und bei der Riggs Bank in Washington, D.C. Alleine in den Vereinigten Staaten besaßen er oder seine Familie 128 Konten mit insgesamt mindestens 19 Mio. US-Dollar Guthaben.

## Säbelrasseln

### Verbale Machtdemonstration
Schon am 14. Oktober 1988 – Tage nach dem verlorenen Referendum – stellte Pinochet seinen Machtanspruch klar: «si tocan a uno solo de mis hombres, se acaba el estado de derecho», („Wenn sie auch nur einen meiner Männer anrühren, ist der Rechtsstaat beendet.“) Später bezeichnete er einmal die Deutsche Bundeswehr als eine Truppe von „Marihuanarauchern, Drogenabhängigen, Gammlern, Homosexuellen und Gewerkschaftern“ und bezichtigte die Regierung, die chilenischen Streitkräfte in diese Richtung entwickeln zu wollen.

### Truppenbewegungen
Beim Ejercicio de Enlace (frei übersetzt: „Test der Einsatzbereitschaft“), am 19. Dezember 1990 wurde plötzlich und ohne Absprache mit der Regierung die höchste Alarmstufe ausgerufen und die Armee in die Kasernen beordert. Erklärt wurde dies am nächsten Tag mit einem Test der Einsatzbereitschaft, tatsächlich übte der Ex-Diktator (erfolgreich) Druck auf die Ermittlungen zu den sogenannten pinocheques aus, einer Affäre um die Bereicherung seines Sohnes.
Aus dem gleichen Grund wiederholte sich ähnliches am 28. Mai 1993 beim Boinazo. Aylwin war gerade in Europa, als ein fünftägiges Manöver abgehalten wurde, während sich die Oberbefehlshaber in Uniform unter dem Schutz von Eliteeinheiten (boinas negras) trafen. Der Präsident drängte daraufhin das Parlament, den Namen Pinochet im Abschlussbericht der Untersuchung nicht zu erwähnen.
Im Rahmen der Festnahme des ehemaligen Geheimdienst-Chefs General Manuel Contreras kam es am 22. Juni 1995 zu einem Protest hunderter Offiziere (immerhin in Zivil) vor dem Gefängnis Punta Peuco. Diese Aktion wurde als Peucazo bekannt. Wieder hatten im Vorfeld Regierungsbehörden Fortschritte bei den Ermittlungen im Fall pinocheques gemacht.

## Amtszeit Aylwins
Nach seiner Amtsübernahme im März 1990 begann Patricio Aylwin sofort mit Versuchen, die Macht der Militärs einzudämmen und Menschenrechtsverletzungen aufzudecken. Allerdings hatte er dabei so gut wie keinen Erfolg. Grund war zum einen die große Autonomie des Militärs, zum anderen die von Pinochet-Treuen besetzten Gerichte und zum dritten die rechten Parteien, die jede Verfassungsreform sofort abblockten.
Zur Aufarbeitung der Menschenrechtsverletzungen wurde im Frühjahr 1990 eine Wahrheitskommission (Comisión de Verdad y Reconciliación nacional oder Rettig-Kommission) eingesetzt. Sie wurde vom Militär heftig kritisiert und besaß aber keine Ermittlungserlaubnis, durfte keine Namen von Tätern veröffentlichen. Hierdurch bedingt kam es aufgrund der Arbeitsergebnisse auch nicht zu Anklagen.
Die finanzielle Autonomie des Militärs konnte Aylwin zwar nicht ändern, aber er genehmigte als Verteidigungsbudget immer nur gerade so viel, wie gesetzlich als Mindesthöhe vorgeschrieben war. So sank der Militärhaushalt als Anteil am Bruttoinlandsprodukt in seiner Amtszeit etwa auf die Hälfte des Wertes von 1988.
Auch die personelle Autonomie des Militärs konnte der Präsident trickreich untergraben: Zwar konnte er keine Auswahl bei den Beförderungen treffen, doch konnte er sein Veto einlegen und so die Beförderung von Offizieren, die in Verbrechen verwickelt waren, verhindern.

## Amtszeit Freis
Eduardo Frei, wie sein Vorgänger Christdemokrat, entwickelte eine andere Strategie. Wohl auch, weil er seine Machtlosigkeit sah, versuchte er mit den Militärs zu kooperieren und unterband sogar Vorstöße aus seinem eigenen Lager für Reformen oder Anklagen.

## Amtszeit Lagos
2001 wurde die Comisión Nacional de Prisión Política y Tortura zur Untersuchung der Folterungen unter Pinochet einberufen.
Die Verfassungsreform von 2005
Nach der erfolgreichen Verfassungsreform 2005 sah Präsident Ricardo Lagos (PPD) den Übergang zur Demokratie als vollendet an.